# János Szász (scriitor)
János Szász, pe numele real János (Ioan) Spitzer, (n. 14 iulie 1927, Belgrad, Regatul Iugoslaviei – d. 29 iunie 2006, București, România) a fost un scriitor, poet, jurnalist și traducător maghiar din România.

## Biografie
S-a născut la Belgrad într-o familie de evrei așkenazi. Tatăl său, Marton Spitzer, era un scriitor amator originar din Banatul sârbesc, iar mama sa provenea din Budapesta. Familia sa era numeroasă, iar aproximativ 100 de membri ai ei au murit în Holocaust. János a crescut la Timișoara, a făcut parte în adolescență din organizația sionistă Hașomer Hațair și a absolvit cursurile Liceului Israelit din Timișoara în 1946 (fiind menționat pe tabloul absolvenților cu numele Ioan Spitzer). A fost fondatorul clubului ATÜDESPI din Timișoara, care grupa mai mulți tineri cu preocupări literare și artistice, printre care viitorul jurnalist Erik Adler, viitorul regizor Gheorghe Türkel (Turcu) și viitorul scriitor și jurnalist Tamás Deák. A publicat un prim volum de poezii la vârsta de 16-17 ani la o editură particulară din Timișoara.
După ce a început, la cererea mamei sale, studii de inginerie textilă, pe care le-a abandonat din lipsă de vocație, a urmat studii de filologie la Universitatea din Cluj (1947-1950). A fost inițial un adept al sionismului, dar a fost atras apoi de doctrina comunistă. A lucrat mai întâi ca secretar de redacție și apoi redactor-șef adjunct la săptămânalul literar Utunk din Cluj (1948-1957). În anul 1956 a susținut ridicarea constrângerilor ideologice care afectau libertatea de creație. S-a mutat apoi la București, unde a trăit o mare parte din viață. A lucrat temporar ca redactor al Editurii de Stat pentru Literatură și Artă și apoi ca redactor de rubrică la cotidianul de limbă maghiară Előre din București (1957-1968). A avut o cronică permanentă în săptămânalul cultural și politic maghiar A Hét.
A intrat în conflict cu regimul comunist după ce volumul Egy éjszaka Moszkvában (O noapte la Moscova, 1959) a fost trimis la topit la scurt timp după publicarea sa, deoarece s-a considerat că autorul „a realizat o imagine negativă a Uniunii Sovietice”. În 1961 poeziile sale au apărut în antologia Bánáti Tükör. Scrierile sale literare au fost tributare ideilor realismului socialist, dar au suferit un proces de maturizare în cursul anilor 1960. János Szász a ocupat în perioada 1968-1977 funcția de secretar al Uniunii Scriitorilor din România, fiind responsabil cu problemele scriitorilor ce aparțineau minorităților naționale. A aparținut grupului de intelectuali maghiari care au jucat un rol decisiv în înființarea unor instituții culturale maghiare din România (publicația culturală A Hét, Editura Kriterion și emisiunea în limba maghiară de la postul național de televiziune al României etc.) și în formarea personalului lor.
A menținut în același timp relații bune cu scriitorii români, pe care i-a făcut cunoscuți cititorilor maghiari prin articole și interviuri. A tradus adesea scrierile poeților români contemporani (Tudor Arghezi, Mihai Beniuc, Radu Boureanu, Ștefan Aug. Doinaș, Eugen Frunză, Platon Pardău, Alexandru Toma, Victor Tulbure) sau ale poeților români avangardiști (Tristan Tzara, Benjamin Fundoianu, Ion Vinea și Ilarie Voronca).
În anul 1979 a obținut premiul Uniunii Scriitorilor din România, în 1994 a fost distins cu Premiul pentru întreaga operă al Asociația Ziariștilor Maghiari din România (MÚRE), iar în 1995 a primit Premiul Memorial Joseph Pulitzer pentru ziariști maghiari, decernat la Budapesta.
Soția lui, Anemone Latzina, a fost o poetă săsoaică din Transilvania.

## Activitatea literară
János Szász a debutat ca poet cu versuri retorico-patetice „de o simplitate deconcertantă” (în vol. A sorkatona éneke, 1954) și versuri sarcastico-ironice „de un didacticism amuzant” (în vol. Nincsen titkom, 1956), autorul declarând că versul „valorează atât cât slujește”. Poezia lui János Szász a suferit o maturizare surprinzătoare în mai puțin de un deceniu către o lirică meditativ-sentimentală în stil schillerian, cu o ironie subtextuală. Scriitorul își exprimă o adeziune intimă către poezie, afirmând astfel în poezia „Ars poetica” din volumul Szerelmes könyv (1963) că „Poezia e ca pielea mea / o bucurie veșnică pe măsura trupului meu”, „Sângele mi-e versul”, „Nervul mi-e versul”.
Evoluția către o viziune modernă este observată mai bine în proza scriitorului: în volumul Egy éjszaka Moszkvában (O noapte la Moscova, 1959), în micul roman A válasz (Răspunsul, 1964), în romanele ulterioare (îndeosebi în Mamaia by night, 1968) și în notele de călătorie Amerikából jöttem (M-am întors din America, 1977). Autorul începe să folosească instrumentele prozei moderne (ruptura timpului) și descrie un mediu social confruntat cu probleme politice și morale. Micul roman epistolar A válasz (1964) este un lung monolog al unui inginer chimist, întrerupt de epistolele trimise soției sale, Kati, în care epistolierul își face un proces de conștiință. Pasiunea alternează cu reflecția în monologul și scrisorile personajului.
Romanele Elsők és utolsók (Cei dintâi și cei din urmă, 1962), Holnap havazni fog (Mâine va ninge, 1964) și Emberek vagyunk (Oameni suntem, 1968) alcătuiesc o trilogie în care autorul-martor urmărește destinul oamenilor în contextul evenimentelor istorice care au marcat trecerea de la capitalism spre comunism. Acțiunea primului roman începe în noaptea de 23 august 1944 în care are loc prăbușirea unei lumi vechi și nașterea unei lumi noi. În timp ce orașul pare să doarmă, „oamenii nu dorm”, iar tânărul ucenic utecist Ádám Kovács din Timișoara ia parte activ la evenimentele ce marchează această schimbare de regim. Autorul prezintă cu abilitatea perspicace a observatorului medii sociale diferite: deruta burgheziei și activitatea febrilă a muncitorilor și intelectualilor comuniști români, maghiari și germani în procesul amplu de schimbare a regimului social-politic. Ies în evidență figuri cu trăsături viguroase ca utecistul Ádám Kovács, ilegalistul Danga și gânditorul militant socialist Gábor Gaál. Epica evoluează de la narațiunea tradițională cu o atenție mai mare față de convenții către o narațiune psihologică modernă și mai complexă, care evidențiază procesul conștiințelor. Dacă primele două volume prezintă acțiunile propriu-zise ale personajelor în primii ani de după al Doilea Război Mondial la Cluj sau la București, ultimul volum se concentrează pe confruntarea conștiințelor, în care drama personajelor se interiorizează; autorul încearcă astfel să clarifice învățăturile esențiale ce trebuie extrase din evoluția istorică. Scrisul lui János Szász reușește să evite didacticismul. „János Szász este eminamente un constructor”, observa Nicolae Balotă, construind mozaicat o panoramă a lumii în schimbare prin descrieri, dialoguri și monolog interior și realizând o deplasare a perspectivei de la cea liniar-concretă (în primele două volume) către una spațială și mai complexă (în ultimul volum). Cele trei cărți dobândesc astfel un sens parabolic, încercând să transmită cititorilor o sumă de învățături din perspectiva unui martor obiectiv al acelor evenimente.

## Lucrări
- Hajnaltól alkonyig, versuri, Timișoara, 1947
- Anna néne, poeme în proză, București, 1950
- A sorkatona éneke (Cântarea soldatului de rând), versuri, București, 1954
- Nincsen titkom (N-am secrete), versuri, București, 1956
- Szeressétek a galambokat, însemnări de călătorie, Cluj, 1958
- Egy éjszaka Moszkvában (O noapte la Moscova), eseuri, București, 1959
- Mindenkihez, versuri, București, 1961
- Elsők és utolsók (Cei dintâi și cei din urmă), București, 1962; traducere în limba română, Primii și ultimii, Ed. Tineretului, București, 1963, trad. Ion Chinezu; inclusă sub titlul Noaptea nopților în trilogia Cei dintâi și cei din urmă, vol. I, Ed. Eminescu, București, 1973
- Hat fiú és egy lány, București, 1962
- Szerelmes könyv (Carte de dragoste), versuri, București, 1963
- A válasz (Răspunsul), roman, Ed. pentru literatură, București, 1964; traducere în limba română, Răspunsul, Editura pentru Literatură, București 1967, trad. Constantin Olariu
- Holnap havazni fog (Mâine va ninge), roman, Ed. Tineretului, București, 1964; traducere în limba română inclusă sub titlul Mâine va ninge în trilogia Cei dintâi și cei din urmă, vol. II, Ed. Eminescu, București, 1973, trad. Paul Drumaru
- Emberek vagyunk (Oameni suntem), roman, Ed. Tineretului, București, 1968; traducere în limba română inclusă sub titlul Oameni suntem în trilogia Cei dintâi și cei din urmă, vol. III, Ed. Eminescu, București, 1973, trad. Constantin Olariu
- Mamaia by night, roman, Ed. pentru literatură, București, 1968
- Elsők és utolsók (Cei dintâi și cei din urmă), 3 romane, Ed. Kriterion, București, 1972; traducere în limba română, Cei dintâi și cei din urmă, Ed. Eminescu, București, 1973
- Amerikából jöttem (M-am întors din America), însemnări de călătorie, Ed. Kriterion, București, 1977
- Szobor a hóban. Helyzetrajzok, însemnări de călătorie, Ed. Kriterion, București, 1979
- Felhőjáték Franekerben: egy utazás eszmerajza, însemnări de călătorie, Ed. Kriterion, București, 1980
- A hittől az eszméletig, eseuri, Ed. Kriterion, București, 1981
- A színhely és a tettes. Franz Kafka és kora, eseuri, Ed. Kriterion, București, 1985
- Január, roman, Ed. Kriterion, București, 1985
- A fennmaradás esélyei, eseuri, Ed. Gondolat, Budapesta, 1986
- Május, roman, Ed. Kriterion, București, 1988
- November, roman, Ed. Kriterion, București, 1991
- Vihar Franciaországban: egy régi ügy időszerűsége, roman, Ed. Kriterion, București, 1996
- Napfogyatkozás, roman, Ed. Mentor, Tg. Mureș, 2001
- Az utolsó oldal, note de călătorie, 1997-2003, Ed. Mentor, Tg. Mureș, 2004

### Lucrări traduse în limba română
- Primii și ultimii, Ed. Tineretului, București, 1963, trad. Ion Chinezu
- Răspunsul, Editura pentru Literatură, București 1967, trad. Constantin Olariu, 116 p.
- Cei dintâi și cei din urmă, 2 vol.: vol. I-II (Noaptea nopților, Mâine va ninge, 368 p.) și vol. III (Oameni suntem, 288 p.), Ed. Eminescu, București, 1973, trad. Ion Chinezu, Paul Drumaru și Constantin Olariu

## Traduceri
János Szász a realizat traduceri în limba maghiară din scrierile lui Ion Luca Caragiale (inclusiv comediile O scrisoare pierdută și O noapte furtunoasă) și T.S. Eliot.
- Ion Luca Caragiale - A helyzet. Karcolatok és pillanatképek (Situațiunea. Momente și schițe), Ed. Kriterion, București, Ed. Európa, Budapesta, 1985, 211 p.[15]
- Ion Luca Caragiale - Az elveszett level es egyeb komediak (O scrisoare pierdută și alte comedii), Ed. Kriterion, București, 1988[15]
- Nina Cassian - Versek és éneken (Ce a văzut Oana), Ed. Tineretului, București, 1952, 20 p.[16]
- T.S. Eliot - versuri
- Horia Lovinescu - Emberség (Omenia), Népi Alkotások Háza, București, 1956. 39 p.[17]
- Magda Isanos - Versek (Versuri), în colaborare cu Erik Majtényi, Editura pentru Literatură și Artă, București, 1959, 144 p.[18]

## Decorații
- Ordinul național „Pentru Merit” în grad de Cavaler (1 decembrie 2000) „pentru realizări artistice remarcabile și pentru promovarea culturii, de Ziua Națională a României”[19]